# Confrérie van Sincte Moor

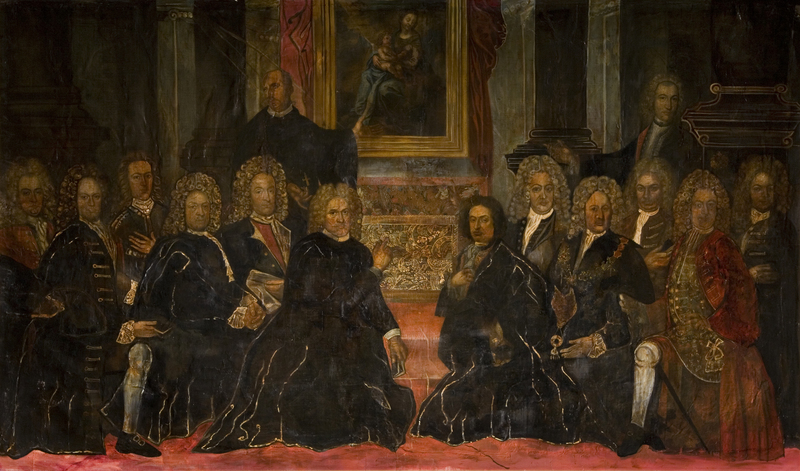
Schilderij van de Confrérie van Sincte Moor uit de eerste helft van de 18e eeuw (hangt in de kapel van Onze-Lieve-Vrouw-ten-Steen).

De Confrérie van Sincte Moor (of het Broederschap van Sincte Moor) is een oud, maar nog actief katholiek broederschap, verbonden aan de kapel van Onze-Lieve-Vrouw-ten-Steen te Grimde bij Tienen.

## Geschiedenis
De kapel van Onze-Lieve-Vrouw-ten-Steen werd gebouwd in 1331 en is toegewijd aan de heilige Maurus. Lange tijd werd de kapel de "kapel van Sincte Moor" genoemd, naar Maurus. De kapel werd bediend door verschillende kloosterorden. Deze orden zorgden voor de ondersteuning, samen met notabelen uit de omgeving. Deze laatsten, edelen en vooraanstaande burgers, verenigden zich in een proostbroederschap of confrérie: de Confrérie van Sincte Moor. Deze bestond standaard uit 12 proostbroeders, die leken waren. Wanneer deze vereniging precies ontstond, is niet geweten, maar in de predella uit het einde van de 16e eeuw onder het Maurusaltaar in de kapel staan 12 proostbroeders afgebeeld waarvan ook de namen bekend zijn. De Confrérie bestond toen reeds met zekerheid, maar mogelijk waren er zelfs al vanaf de oprichting van de kapel proostbroeders actief. Een manuscript uit 1662 geeft aan dat soms een reguliere geestelijk toegevoegd werd aan de Confrérie.
In de kapel van Onze-Lieve-Vrouw-ten-Steen hangt nog steeds een groot schilderij van 4,20 m op 2,50 m met daarop de proostbroeders uit circa 1721 (zie afbeelding).
De Confrérie haalde inkomsten uit de bedevaarten naar de kapel. In de tweede helft van de 17e eeuw namen deze af en daalden ook de inkomsten. Vanaf 1691 gaf de stad Tienen de proostbroeders een jaarlijkse rente van 25 gulden.
Volgens sommige bronnen zou de Confrérie opgeheven zijn in 1783, doch in latere documenten blijkt nog steeds sprake te zijn van "provoosten", tot en met 1815. Zeker is dat de Confrérie lange tijd verdwenen is.

## Heroprichting
Begin 21e eeuw begonnen vrijwilligers zich terug in te zetten voor de kapel en in 2006 werd een promotie- en beschermingscomité van 12 personen opgericht. Dit comité kreeg terug de naam Confrérie van Sincte Moor. In 2007 legden de leden een gelofte van engagement af bij de abt van Chevetogne. Bij plechtigheden dragen de leden een rode fluwelen mantel met een zwarte bies. In 2016 vierde de Confrérie haar 500-jarig bestaan.